# Taliabu (Insel)
Taliabu ist die größte und westlichste der Sula-Inseln. Sie liegt im Pazifik und gehört zu Indonesien.

## Geographie
Taliabu liegt östlich von Sulawesi, von der Nachbarinsel Mangole wird es lediglich durch die schmale Straße von Capalulu getrennt. Der höchste Punkt Taliabus liegt auf 1157 m, die Küstenlinie der Insel hat eine Länge von 410,5 km. Vor der Südwestküste liegt die kleinere Insel Seho. Taliabu ist gebirgig, zu einem großen Teil bewaldet und nur dünn bevölkert. Der wichtigste Ort ist Lekitobi im Südwesten der Insel. Hauptort ist Bobong.

## Geschichte
Ursprünglich gehörte Taliabu zum Sultanat von Ternate. 1683 fiel es an die Niederlande. Nach dem Zweiten Weltkrieg gehörte Taliabu ab 1949 zum nun unabhängigen Indonesien. Zunächst wurde es Teil der Provinz Maluku, nach deren Aufteilung gehört es seit 1999 zur Provinz Maluku Utara.

## Bevölkerung
Die ursprüngliche Bevölkerung von Taliabu stammte wohl ursprünglich aus dem östlichen Sulawesi und ähnelte ethnisch und kulturell der Bevölkerung von Buru und Seram. Die Mehrheit der Einwohner von Taliabu ist malayo-polynesischer Abstammung und sprechen Lokalsprachen wie das nach der Insel benannte Taliabu. Amtssprache ist jedoch Indonesisch.
Während in der Vergangenheit vor allem ethnische Religion vorherrschten, bekennt sich heute eine wachsende Zahl von Menschen auf Taliabu zum Islam.

## Wirtschaft
Von großer Bedeutung ist vor allem die Plantagen- und Forstwirtschaft sowie die Fischerei. Vor allem Tabak, Mais, Sagopalmen und Reis werden angebaut.